# 菅谷諭杏
菅谷諭杏（すがやゆあん、2002年4月9日 - ）は、日本の男性シンガーソングライター、作詞家、作曲家、音楽プロデューサー。茨城県鹿嶋市出身。国立音楽大学音楽学部演奏・創作学科コンピュータ音楽専修卒業。

## 来歴
4歳からピアノを始め、小学6年生よりDAWを使った作曲を開始。
2015年に音楽制作を始め、2016年にバンド活動をスタート。
バンド解散後高校在学中の2018年、自主レーベル「AdverseWind」を設立し、ソロ活動へ移行した。
2020年以降ソロ活動を本格化させ、複数の楽曲をリリース。
「出れんの!?スパソニ!?」「MASH PUSH」「J:COM MGR ∞」など複数のオーディションに選出。
高校卒業後の2021年3月、ソニー・ミュージックエンタテインメント（SMEJ）と契約、同年4月、国立音楽大学に入学。
複数のデジタルシングルやデジタルEP「言わなかったこと、言えなかったこと。」をリリースするなど精力的に活動。
2023年リリースの「忘れもの。」「狂っていたい」、2025年リリース「痛いくらい音に乗って」では、ボカロPのゆよゆっぺを編曲に迎えた。
2025年3月大学卒業と同時にSMEJとの契約を契約満了により終了。
その後、フリーでの活動を経て同年5月31日、シンガーソングライターとしての活動を休止することを発表。

## ディスコグラフィ

### アルバム/EP
- 『Vagus nerve』（EP, 2020年）
- 『oblivion』（フルアルバム, 2021年）
- 『numb』（EP, 2021年）
- 『言わなかったこと、言えなかったこと。』（EP, 2022年）

### デジタルリリース・シングル
- 「meltdown」（2020年）[8]
- 「Hell」（2020年）
- 「adult」（2020年）
- 「Petrichor」（2020年）
- 「Fling」（2021年）[9]
- 「solitude」（2021年）[10]
- 「忘れもの。」（2023年）
- 「狂っていたい」（2023年）
- 「熱帯夜」（2023年）
- 「PROMISE」（2023年）
- 「最愛」（2023年）
- 「Rain」（2024年）
- 「痛いくらい音に乗って」（2025年）

## 出演

### テレビ
- MUSIC GOLD RUSH ∞
  - [＃33 ゲスト・稲村太佑（アルカラ）因縁のアーティスト登場!?]（2020年10月16日）
  - [＃39「今回もゲストに柴田隆浩（忘れらんねえよ）を迎えクォーターファイナル!!]（2021年1月16日）
  - [＃48 セミファイナル「Zeepでのセミファイナル!いよいよ開催!!]（2021年6月5日）

### ラジオ
- InterFM897「sensor」（2020年12月2日）
- Apple Music「J–Pop Now Radio」（2023年8月9日）
- J-WAVE
  - 「MUSIC BLOOM」（2023年11月11日）
  - 「SONAR MUSIC」（2024年4月4日）